# Cascavel Esporte Clube
El Cascavel Esporte Clube fue un equipo de fútbol de Brasil que jugó en el Campeonato Brasileño de Serie B, la segunda división de fútbol en el país.

## Historia
Fue fundado el 19 de noviembre de 1979 en el municipio de Cascavel del estado de Paraná, debutando un año más tarde en el Campeonato Paranaense tras lograr el ascenso de la segunda división estatal, del cual salió campeón de la primera división en su primera temporada.
Debido a ello el club clasifica por primera vez al Campeonato Brasileño de Serie B en 1981, donde fue eliminado en la primera ronda al terminar en penúltimo lugar de su grupo entre solo por delante del Serrano Football Club de Río de Janeiro. Un año después vuelve a participar en la segunda división nacional al ganar la clasificatoria al torneo, donde termina en último lugar de su grupo en donde solo hizo tres puntos.
Luego de varias temporadas en el limbo estatal en la temporada 1995 participa por primera vez en el Campeonato Brasileño de Serie C, donde fue eliminado en la primera ronda al hacer solo tres puntos y terminar en último lugar de su grupo. Un año después participa nuevamente en la tercera división nacional en donde supera la primera ronda al terminar en segundo lugar de su grupo, en la segunda ronda es eliminado por el Clube Atlético Sorocaba del estado de Sao Paulo en penales tras empatar 2-2.
El club desaparece el 17 de diciembre de 2001 luego de fusionarse con el SOREC y el Cascavel S/A para crear al Cascavel Clube Recreativo.

## Palmarés
- Campeonato Paranaense: 1

1980
- Campeonato del Interior Paranaense: 3

1980, 1987, 1988
- Clasificación para la Serie B: 1

1982